# Heinrich Daniel Ruhmkorff
Heinrich Daniel Ruhmkorff (Hannover, 15 gennaio 1803 – Parigi, 20 dicembre 1877) è stato un fisico tedesco.
Il padre era reggente di un ufficio postale ed Heinrich (uno dei 10 figli) terminate le scuole elementari dovette andare a lavorare presso un tornitore per non pesare sul bilancio famigliare. Viaggiò quindi per l'Europa, dapprima a Stoccarda, poi a Parigi, quindi a Londra, per perfezionare le sue conoscenze in meccanica, suo grande interesse. A Londra lavorò presso le officine di Brahama, famoso inventore e costruttore di serrature e più tardi di presse idrauliche, e nello stesso periodo conobbe i lavori di scienziati come Davy, Herschel, Faraday, Brewster. Nel 1839 si mise in proprio a costruire apparecchi di fisica, aprendo un laboratorio a Parigi, proprio di fronte alla Sorbona. Ciò gli permise di farsi apprezzare dai professori e ricercatori dell'università parigina; nel 1844 Melloni gli commissionò il banco da lavoro per le esperienze sul calore.
A quarant'anni iniziò i lavori per la realizzazione della bobina che porta il suo nome. Intorno alla paternità del dispositivo sono sorte difficili discussioni, poiché nel 1836 l'americano Henry aveva costruito degli apparecchi per la scossa elettrica molto simili; tuttavia tali strumenti erano privi del condensatore derivato fra i punti nei quali avviene l'interruzione del circuito primario, applicato invece dal Ruhmkorff. La realizzazione del rocchetto gli valse nel 1855 la croce della Legion d'Onore durante l'Esposizione di Parigi. Nel 1864 vinse il premio Volta di 50.000 franchi che Napoleone III volle assegnare a chi avesse trovato la migliore applicazione della pila.
Si occupò in particolare della polarizzazione rotatoria generata da un forte campo magnetico e di vari problemi di elettricità e magnetismo.
Divenne celebre per l'invenzione del rocchetto di induzione, più comunemente noto come rocchetto di Ruhmkorff, invenzione che all'epoca ebbe vasta risonanza in tutto il mondo scientifico.
La possibilità di ottenere alte tensioni permise di eseguire interessanti esperienze sugli effetti della scarica elettrica nei gas rarefatti. 
Tale studio aprì una nuova fase nello sviluppo delle ricerche sulla natura delle cariche elettriche.